# 하라구치 후미히토
하라구치 후미히토(일본어: 原口 文仁, 1992년 3월 3일 ~ )는 일본의 야구 선수이자, 센트럴 리그 한신 타이거스의 소속 선수(포수)이다.